# Бенковець
Бенковець (хорв. Benkovec) — населений пункт у Хорватії, у Вараждинській жупанії у складі громади Бедня.

## Населення
Населення за даними перепису 2011 року становило 234 осіб.
Динаміка чисельності населення поселення:

## Клімат
Середня річна температура становить 9,80 °C, середня максимальна – 24,06 °C, а середня мінімальна – -6,52 °C. Середня річна кількість опадів – 1061 мм.
| Клімат поселення                              | Клімат поселення | Клімат поселення | Клімат поселення | Клімат поселення | Клімат поселення | Клімат поселення | Клімат поселення | Клімат поселення | Клімат поселення | Клімат поселення | Клімат поселення | Клімат поселення | Клімат поселення |
| Показник                                      | Січ.             | Лют.             | Бер.             | Квіт.            | Трав.            | Черв.            | Лип.             | Серп.            | Вер.             | Жовт.            | Лист.            | Груд.            |                  |
| Середній максимум, °C                         | 5,71             | 7,54             | 11,67            | 15,84            | 20,82            | 24,06            | 23,28            | 22,62            | 18,69            | 13,49            | 8,00             | 4,24             |                  |
| Середня температура, °C                       | −0,4             | 1,43             | 5,56             | 9,74             | 14,70            | 17,95            | 19,67            | 19,00            | 15,06            | 9,87             | 4,38             | 0,62             |                  |
| Середній мінімум, °C                          | −6,52            | −4,67            | −0,56            | 3,62             | 8,60             | 11,84            | 16,04            | 15,38            | 11,45            | 6,26             | 0,77             | −2,99            |                  |
| Норма опадів, мм                              | 49               | 54               | 74               | 82               | 92               | 123              | 107              | 103              | 100              | 102              | 100              | 75               |                  |
| Середньомісячна швидкість вітру, м/с          | 1.79             | 2.00             | 2.34             | 2.32             | 2.21             | 2.00             | 1.90             | 1.72             | 1.71             | 1.80             | 1.90             | 1.87             |                  |
| Середньомісячна сонячна радіація, кДж/м²·день | 4092             | 6792             | 10496            | 14745            | 18748            | 20664            | 21291            | 18579            | 13706            | 8611             | 4573             | 3267             |                  |
| --------------------------------------------- | ---------------- | ---------------- | ---------------- | ---------------- | ---------------- | ---------------- | ---------------- | ---------------- | ---------------- | ---------------- | ---------------- | ---------------- | ---------------- |
| Джерело:                                      |                  |                  |                  |                  |                  |                  |                  |                  |                  |                  |                  |                  |                  |